# 8 juin 1912
Le samedi 8 juin 1912 est le 160e jour de l'année 1912.

## Naissances
- Albert Michallon (mort le 8 mars 1975), chirurgien et homme politique français
- Albert Widmann (mort le 24 décembre 1986), criminel de guerre nazi
- Don Crabtree (mort le 16 novembre 1980), tailleur de silex, pionnier de l'archéologie expérimentale aux États-Unis
- Frank McCarthy (mort le 1er décembre 1986), producteur américain
- Henri Cazelles (mort le 10 janvier 2009), exégète français
- Henry Brandon (mort le 15 février 1990), acteur américain
- Maurice Bellemare (mort le 15 juin 1989), personnalité politique canadienne
- Roger Michelot (mort le 19 mars 1993), boxeur français
- Susan Noel (morte le 1er octobre 1991), joueuse de tennis britannique
- Toshinobu Onosato (mort le 30 novembre 1986), peintre japonais
- Walter Kennedy (mort le 26 juin 1977), personnalité politique américaine

## Événements
- Carl Laemmle revend sa compagnie Independent Motion Picture Company pour constituer Universal Pictures.
- Naufrage du sous-marin français Vendémiaire (Q59) à la suite d'une collision.
- Le Britannique Sopwitch remporte l'« Aerial Derby » sur un « Blériot XI ».
- Décès d'Albert Kimmerling lors d'un vol sur prototype monoplan biplace Sommer.